# Paracamenta verticalis
Paracamenta verticalis är en skalbaggsart som beskrevs av Karl Henrik Boheman 1857. Paracamenta verticalis ingår i släktet Paracamenta och familjen Melolonthidae. Inga underarter finns listade i Catalogue of Life.